# Негівці
Не́гівці — село в Україні, у Верхнянській сільській територіальній громаді Калуського району Івано-Франківської області.

## Назва
За легендою назва Негівці пішла від татар-ногайців, що осіли в цій місцевості. За версією істориків назва більш давня і походить від світського імені власника — Нег (Неговіад, Нєгослав).

## Населення

### Мова
Розподіл населення за рідною мовою за даними перепису 2001 року:
| Мова       | Кількість | Відсоток |
| ---------- | --------- | -------- |
| українська | 1282      | 99.68%   |
| російська  | 2         | 0.16%    |
| білоруська | 2         | 0.16%    |
| Усього     | 1286      | 100%     |

## Історія
Поблизу села Негівці виявлено поховання доби бронзи.
Згадується 30 січня 1447 року в книгах галицького суду. У податковому реєстрі 1515 року документується 1/2 лану (близько 12 га) оброблюваної землі.
У 1788 збудовано церкву, яку в 1870-х роках зруйнувала повінь. В селі було три водяні млини.
У 1880 році село належало до Калуського повіту, було 872 мешканці в селі та 45 на довколишній території (всі — греко-католики), греко-католицька парафія (входить також Гуменів), церква святого Миколая, філія школи.
У 1890 році тодішній власник фільварку Юзеф Чарковський (продав фільварок і виїхав у 1938 році) у змові з тодішнім війтом Василем Шевчуком віддали громадську землю колоністам-мазурам з Познані, які заснували на ній присілок Пняки.
У 1932 збудували млин, який працював на солярці (у 1960-х роках переобладнаний на електричний, у 2000-х — закритий при банкрутстві колгоспу).
У 1939 році у Негівцях проживало 1480 мешканців (1410 українців-грекокатоликів, 20 поляків, 40 українців-римокатоликів, 5 євреїв і 5 інших національностей), а в присілку Пняки (колонія 1900-х) — 530 мешканців (20 українців, 70 поляків і 440 польських колоністів міжвоєнного періоду).
Після приєднання до СРСР село включене до Войнилівського району, в 1940 році 6 родин з села (у тому числі війта Івана Микитинського, члена КПЗУ Василя Шевчука) «розкуркулили» і вислали в Архангельську область (Опаринський район, де вони і повмирали), а з присілка Пняки — 40 родин до Сибіру. В тому ж році людей примусово зігнали в колгосп, який знущально назвали «17 вересня».
В урочищі Ліщина в 1940 році збудовано аеродром, який на світанку 22 червня 1941 року розбомбили німці.
15 травня 1942 року відкрита й освячена о. Юліаном Тарантюком символічна могила Січовим Стрільцям. 
У квітні 1944 року в околицях села повстанська сотня Гонти розгромила німецьку автоколону і захопила 20 автомобілів зі зброєю і припасами. 15 квітня 1944 р. прибули з Калуша 7 возів з озброєними поляками, грабували і палили хати українців, вимордували одну родину з шести осіб. Однак раптова звістка про відрізання їм шляху відступу відділом УПА спричинила паніку і поляки розбіглись, кидаючи зброю. Їх виловили селяни навколишніх сіл. Після спроб польської Армії Крайової силового диктату над українцями у квітні 1944 року УПА провела акцію виселення поляків (у тому числі з Пняків). Наступного року на їхнє місце радянська влада привезла українців з Лемківщини (село Береги Горішні Сяніцького повіту) і Сокальщини.
Село підтримувало повстанський рух. Пам'ять про це засвідчує встановлений на хуторі Кізі металевий хрест із таблицею: «На цьому місці, у травні 1945 року загинули в бою з більшовиками вояки УПА: „Тріска“ — Микитин Юрко Іванович, 1918 р.н., с. Негівці; „Щорс“ — Німий Ярослав Васильович с. Комарів Галицького району; „Дуб“ — Романишин Микола Петрович 1911 р.н. с. Голинь; „Голуб“ — Дарвач Корнет Хомич 1918 р.н.; „Кобзар“ — Мельник Яків Іванович 1920 р.н. с. Пшеничники; „Муха“ — Свирид Михайло Онуфрійович 1921 р.н. с. Негівці».
У 1947 році повторно організували колгосп зі попередньою назвою «17 вересня» (пізніші назви — «За вільну Україну», «Вільна Україна»), у який до 1949 року загнали всіх.
У 1952 році частину переселенців повторно виселили — уже в Кіровоградську область (села Лаврівка, Варварівка, Гурівка, Березівка, Широка Балка Долинського району й Іванівка Кіровоградського).

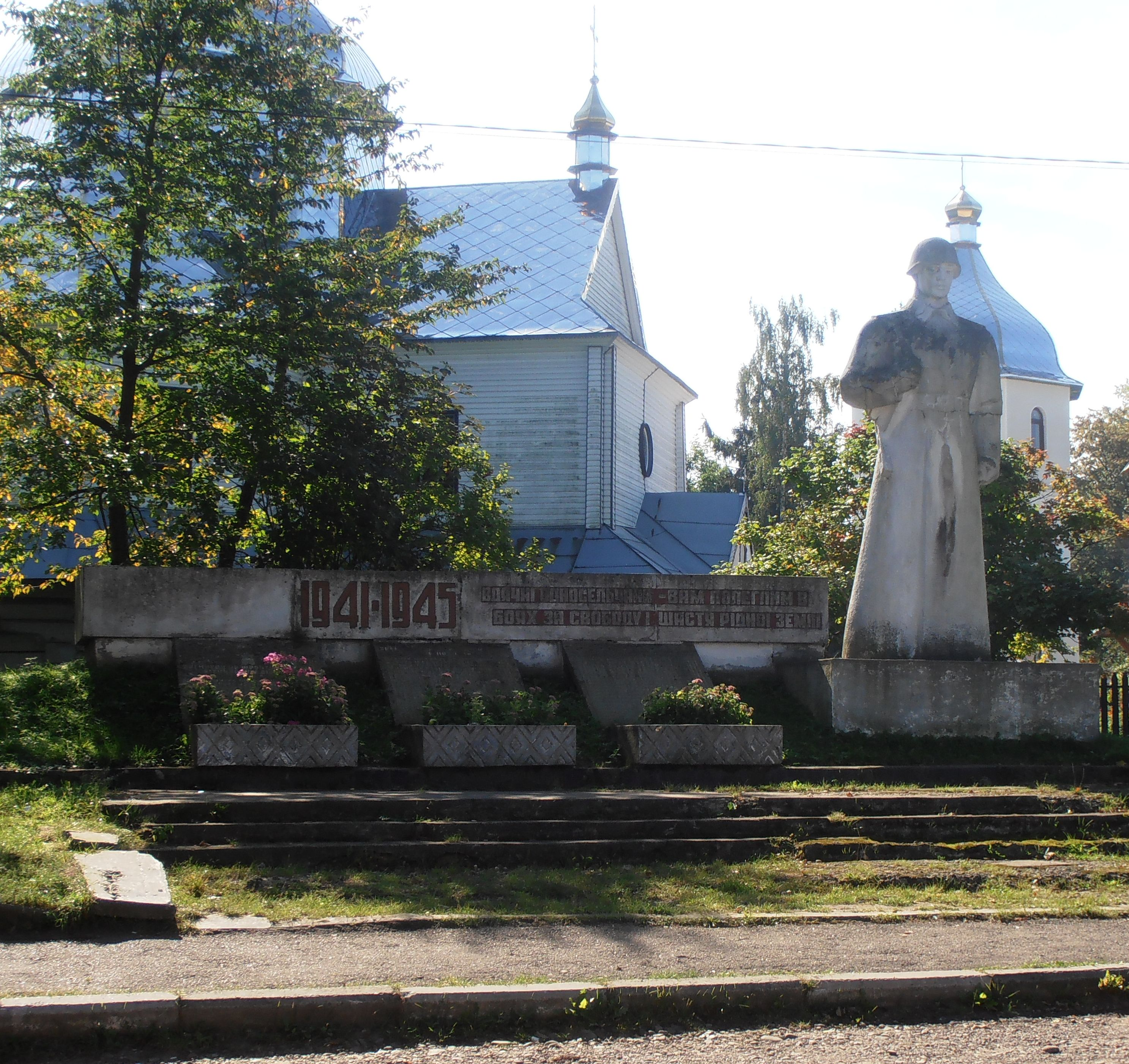
Радянський монумент

У 1968 році комуністи на місці зруйнованої ними могили Січових Стрільців збудували пам'ятник радянському солдату.

## Відомі особистості

### Народилися
- Чолій Василь Іванович — адвокат, випускник Краківського університету, розстріляний у 1942 році за участь в підпіллі ОУН коло власного дому в Перемишлі.
- Шевчук Прокіп Онуфрійович — вояк австрійської (італійський фронт) і галицької армій, учасник Листопадового зриву і безпосередньо — арешту львівського губернатора Галичини барона фон Гуйна.
- Миндюк Ярослав Миколайович — лікар-емігрант (США), організатор і меценат друкованого органу УГКЦ «Католицький листок».
- брати Каблаки: Іван, Микола, Михайло, Штефан і Дмитро — засновники осередку ОУН, вояки УПА.

### Перебували
- Тарантюк Юліан Степанович (1901— 1984) — український греко-католицький священник, громадський діяч, засновник «Просвіти» у селах Нижня Лукавиця та Негівці.

## Сьогодення
- Фермерське господарство «Фортуна» (Гільшанський Микола).
- Негівський сирзавод, цех з випічки кондитерських виробів (Цецхладзе Резо).

## Соціальна сфера
- Церква Воздвиження Чесного Хреста (храмове свято 27 вересня) збудована 1880 року, пам'ятка архітектури місцевого значення № 776[9][10][11]. Австрійська армія конфіскувала в серпні 1916 р. у негівській церкві 5 дзвонів діаметром 53, 50, 40, 38, 28, вагою 77, 57, 27, 25, 10 кг, виготовлених у 1769, 1846. 1843, 1706, 1878 рр. Після війни польська влада отримала від Австрії компенсацію за дзвони, але громаді села грошей не перерахувала.[12]
- ФАП і сільрада.
- Народний дім[13] і бібліотека.
- Школа I-ІІ ст.[14] на 175 учнівських місць з дитсадком на 20 дітей[15].
- Стадіон (реконструктований 2011 року).
- Мультифункціональний спортивний майданчик коштом бюджету США споруджено в 2019 р.[16]
- 392 двори, 1299 мешканців.

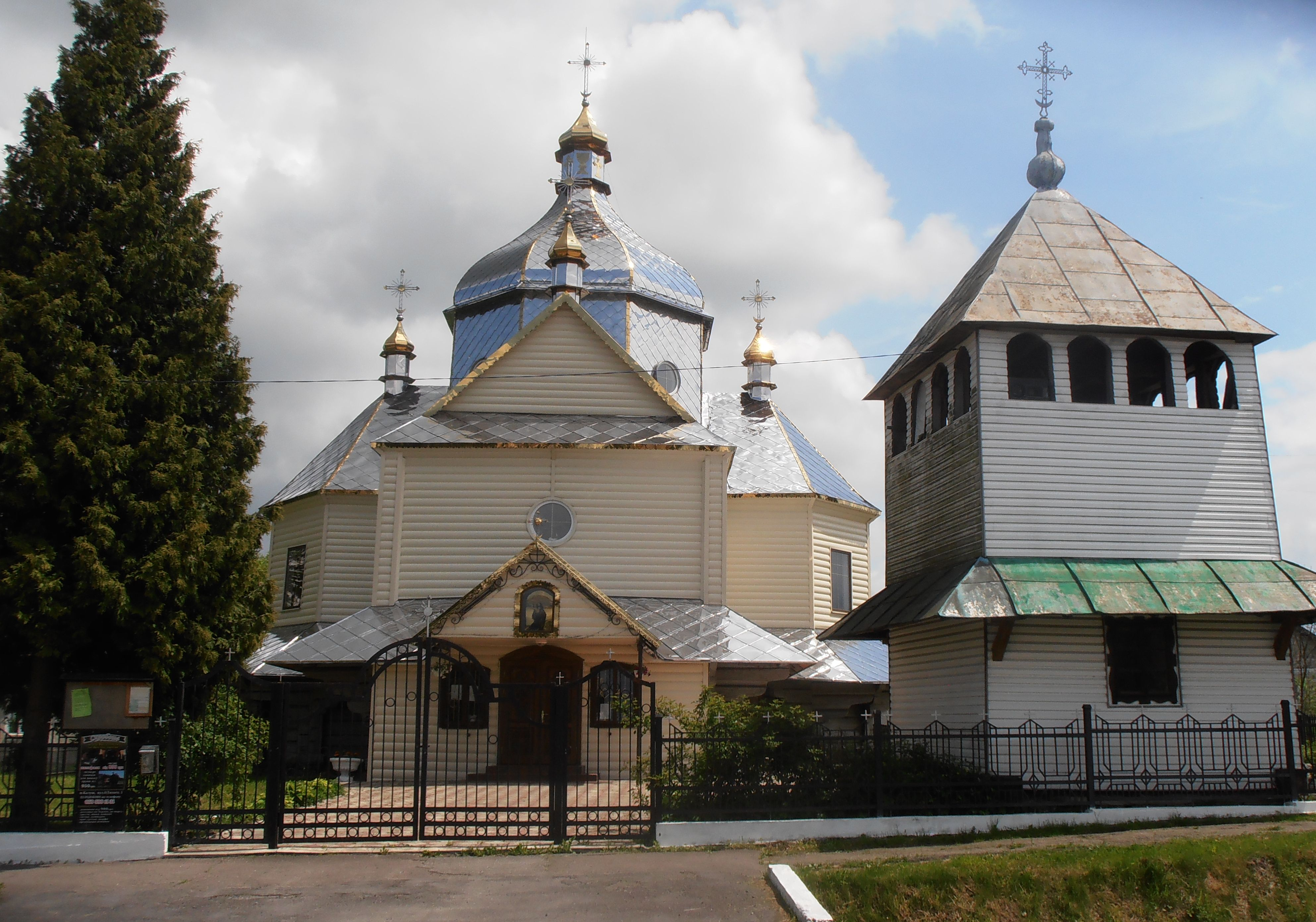
Церква Воздвиження Чесного Хреста
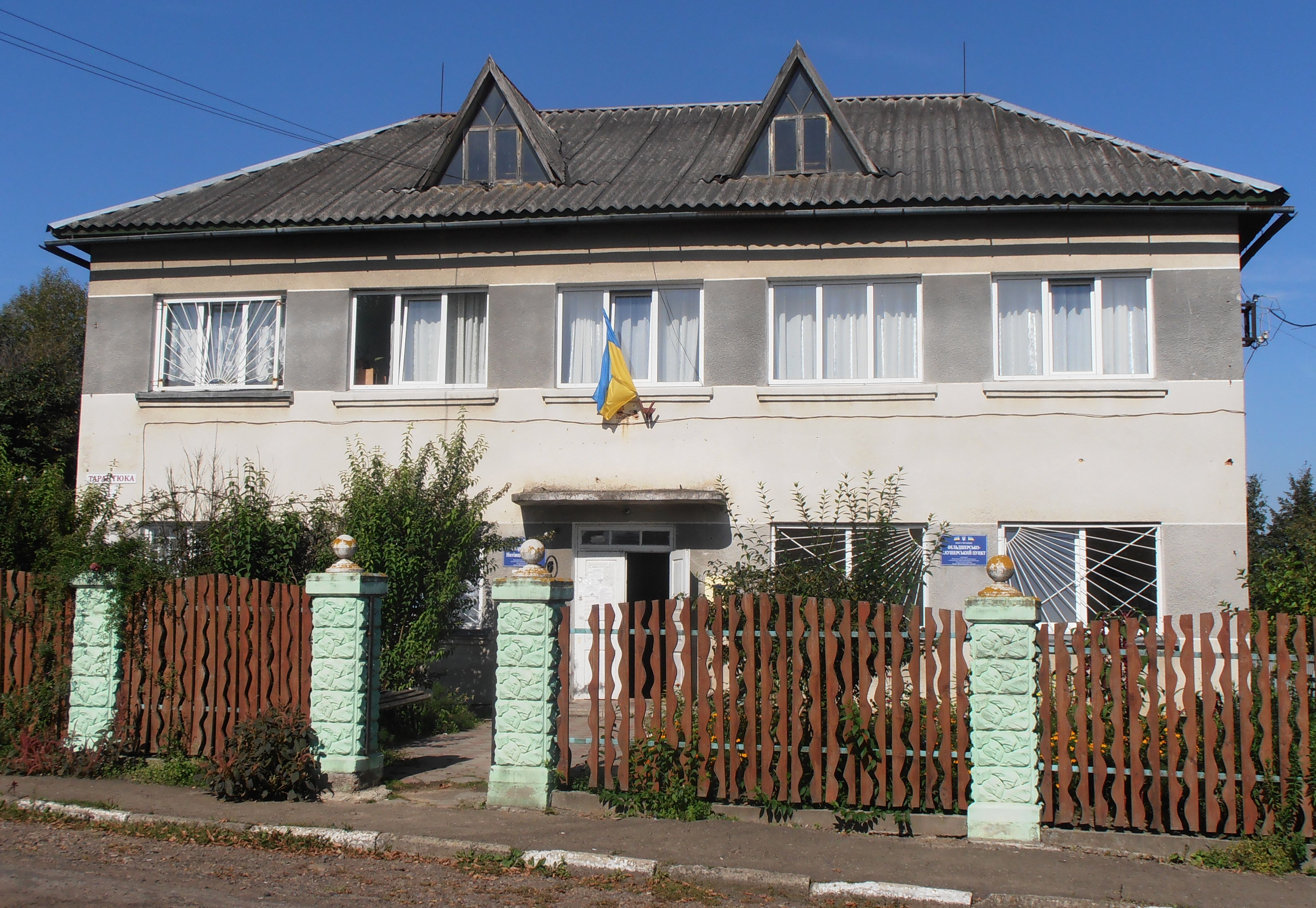
Сільрада і ФАП
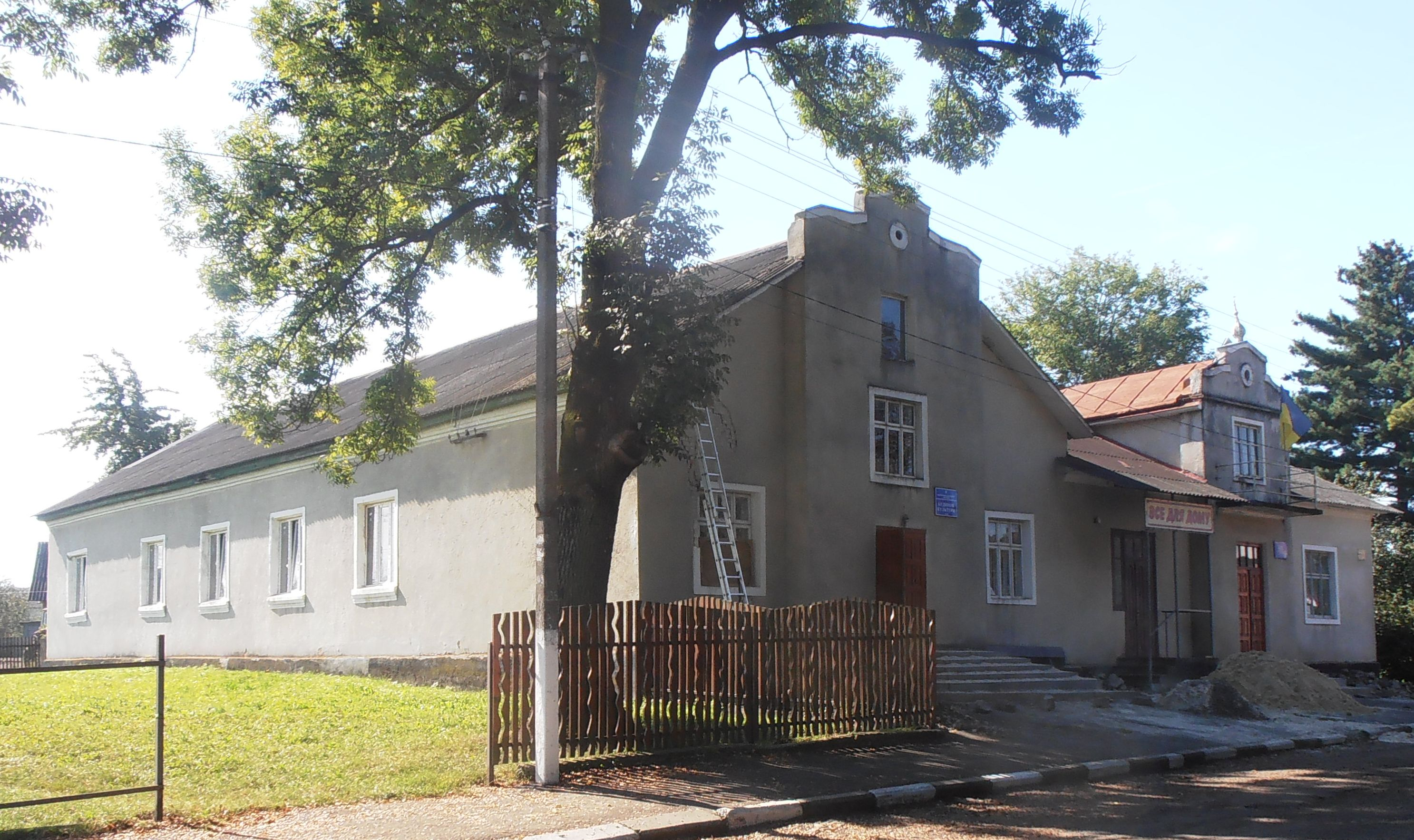
Будинок культури і бібліотека
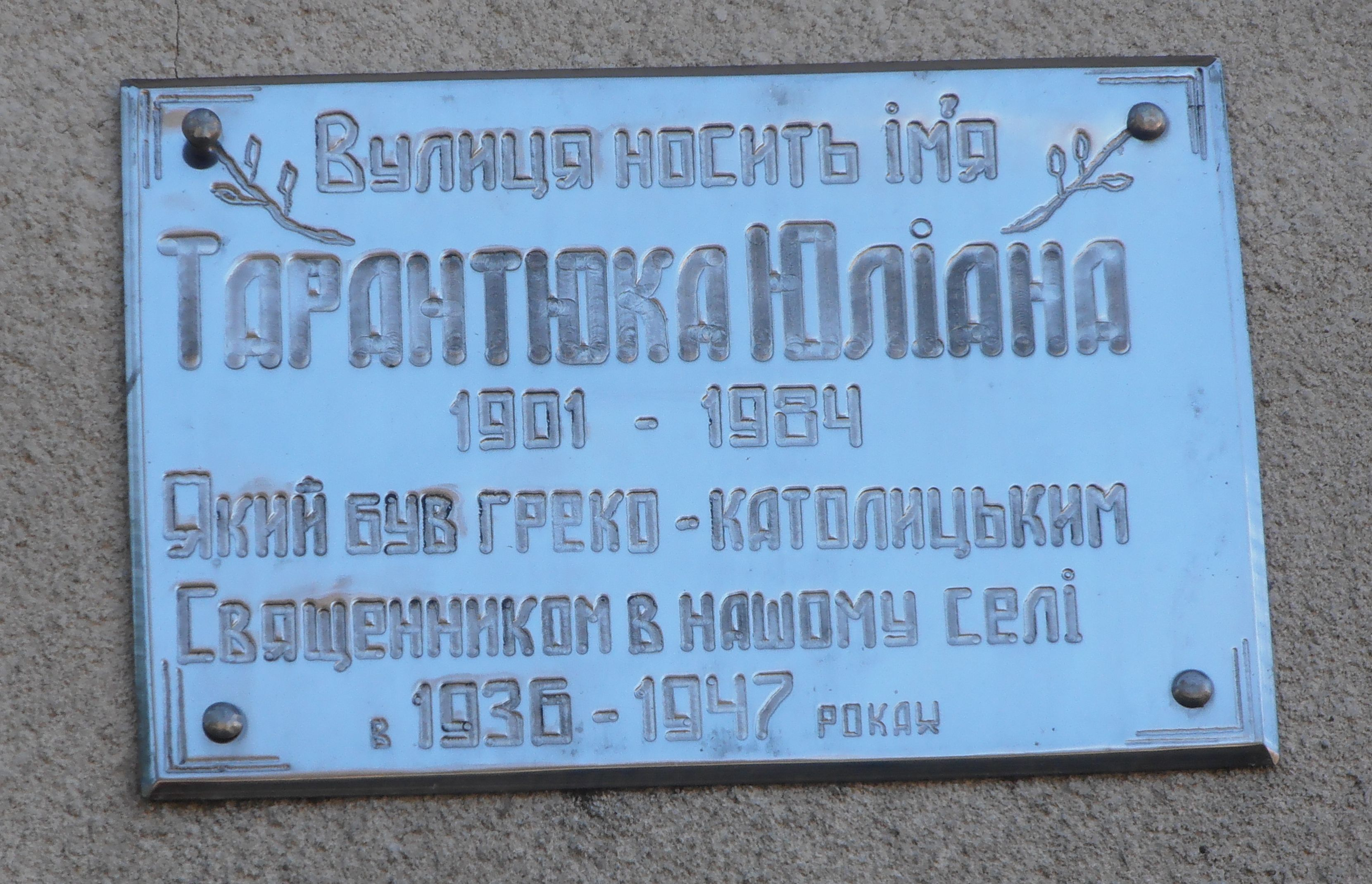
Меморіальна дошка на бібліотеці
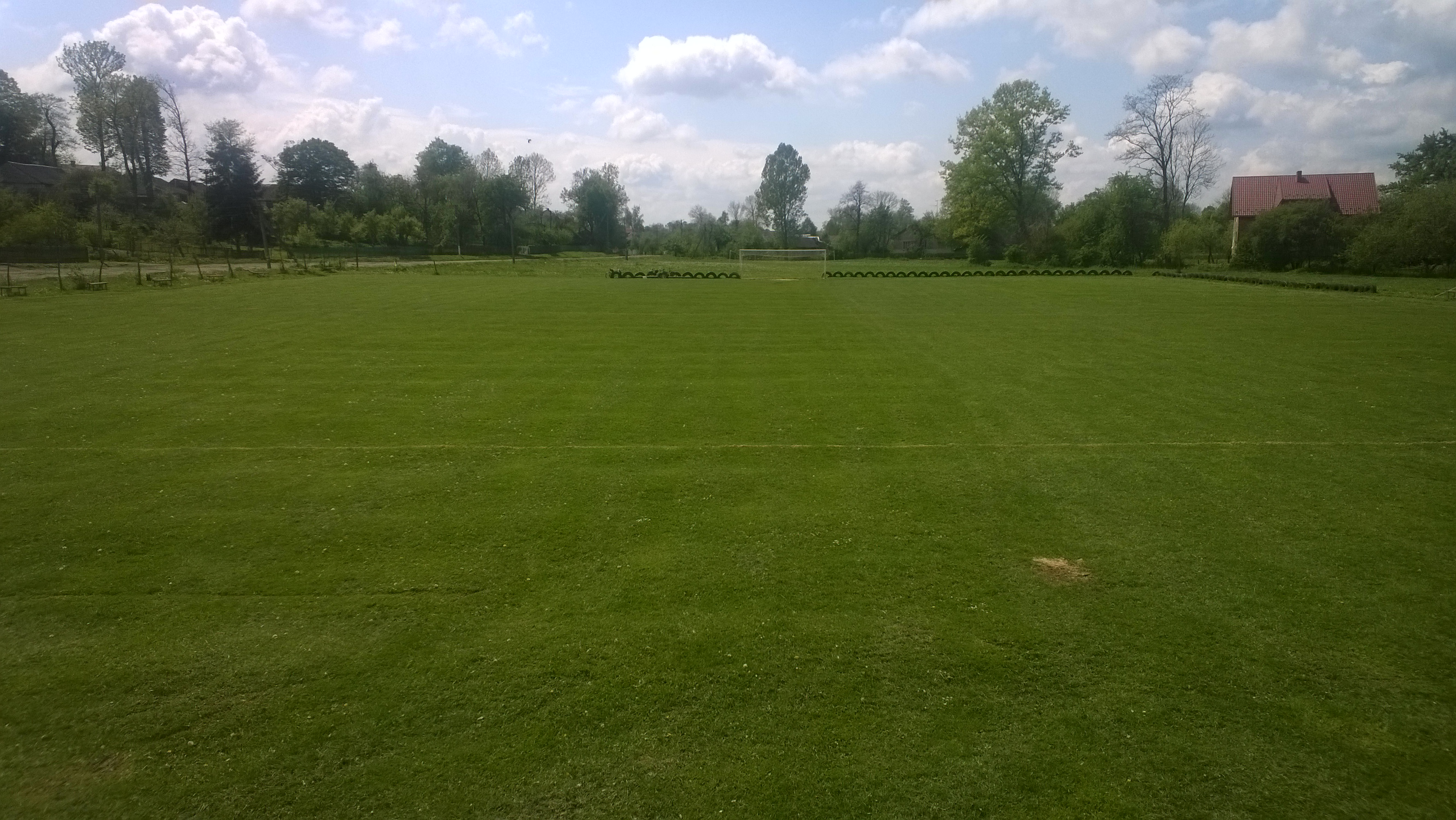
Стадіон

## Вулиці
У селі є вулиці:
- Зарічна
- Молодіжна (колишня Заріцька)
- Підгірна
- Підлісна
- Тарантюка (включає колишні Серилівка, Варшава, Млинська, хутір Панщина)
- Тараса Шевченка (колишня Задвирська)
- Хутірська (колишній хутір Пняки)